# Kenji Koyama
Kenji Koyama (født 5. september 1972) er en tidligere japansk fodboldspiller.
Han har spillet for flere forskellige klubber i sin karriere, herunder Oita Trinita og Yokohama FC.